# Minoa italicata
Minoa italicata är en fjärilsart som beskrevs av Miller 1885. Minoa italicata ingår i släktet Minoa och familjen mätare. Inga underarter finns listade i Catalogue of Life.